# Гинда (Калифорнија)
Гинда (енгл. Guinda) насељено је место без административног статуса у америчкој савезној држави Калифорнија.

## Демографија
По попису из 2010. године број становника је 254.
| Група             | 2000.    | 2010.       |
| Белци             | 0 (0,0%) | 152 (59,8%) |
| Афроамериканци    | 0 (0,0%) | 26 (10,2%)  |
| Азијати           | 0 (0,0%) | 1 (0,4%)    |
| Хиспаноамериканци | 0 (0,0%) | 68 (26,8%)  |
| Укупно            | 0        | 254         |